# Razziegalan 2015
Razziegalan 2015 var den 35:e upplagan Golden Raspberry Awards och hölls 21 februari 2015. Galan hölls som vanligt dagen innan Oscarsgalan, och gav pris till de sämsta filminsatserna under 2014.

## Vinnare och nominerade
| Sämsta film | Sämsta regissör |
| --- | --- |

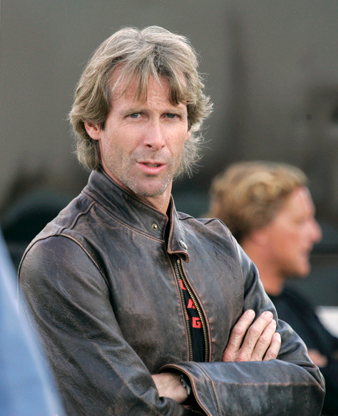
Michael Bay,
Sämsta regissör

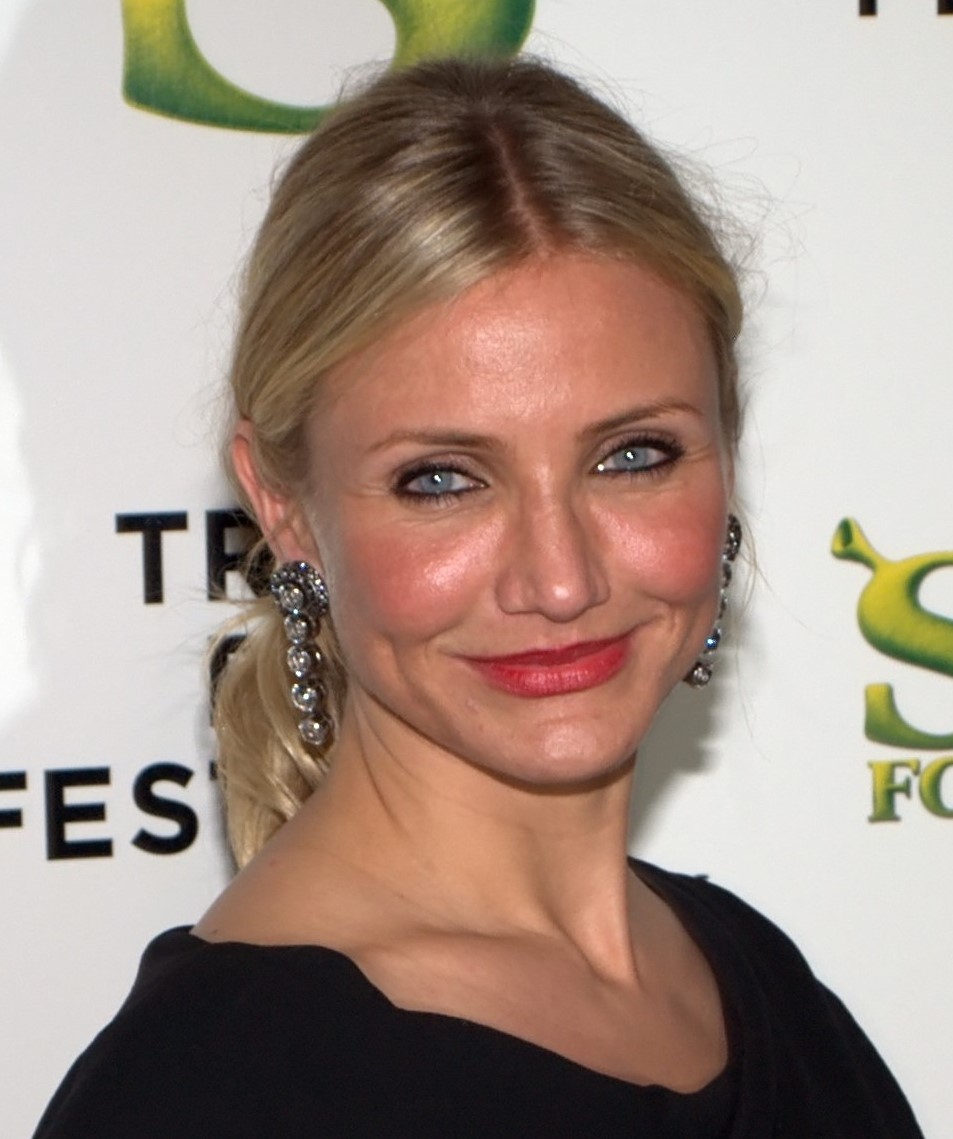
Cameron Diaz,
Sämsta kvinnliga skådespelare

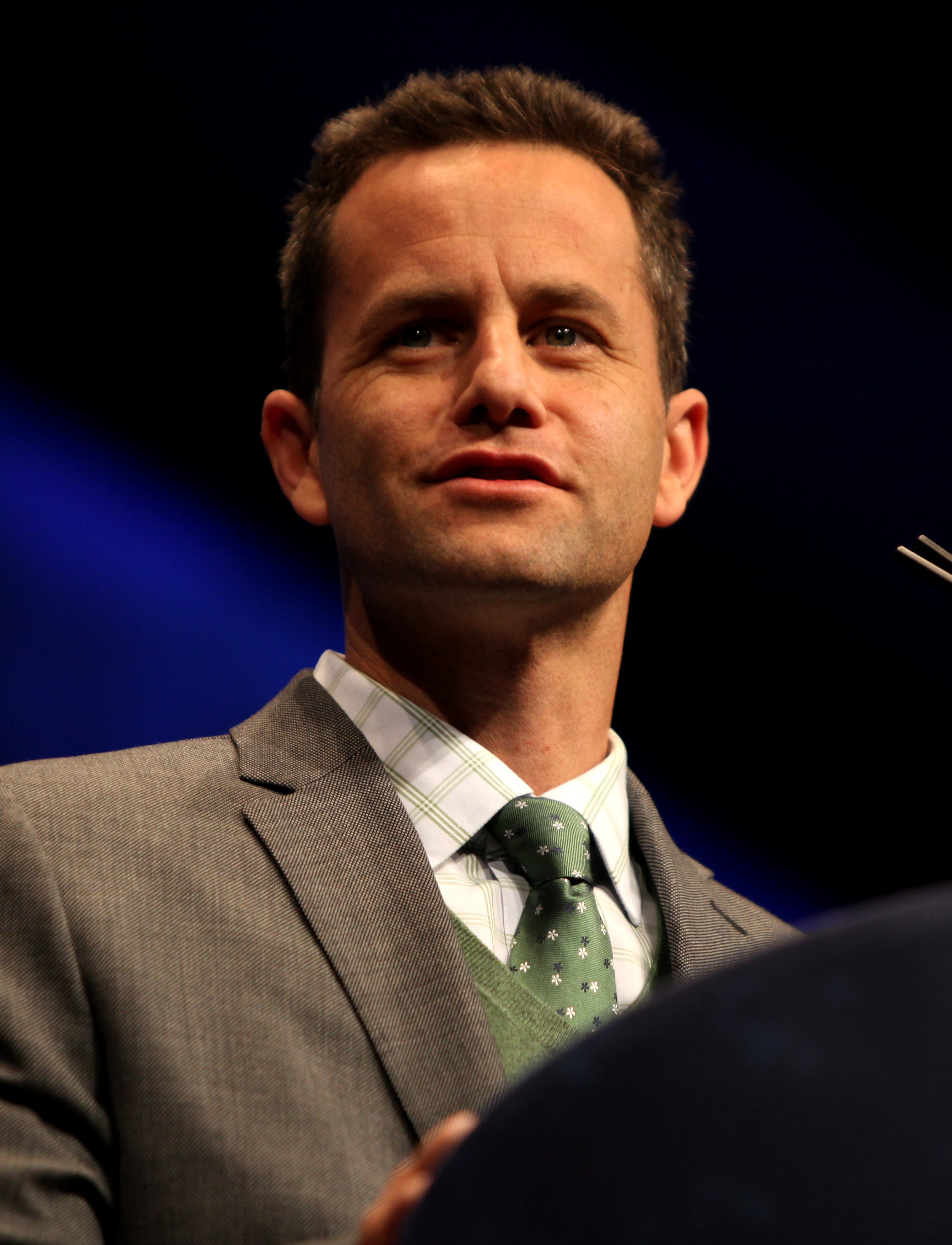
Kirk Cameron,
Sämsta manliga skådespelare

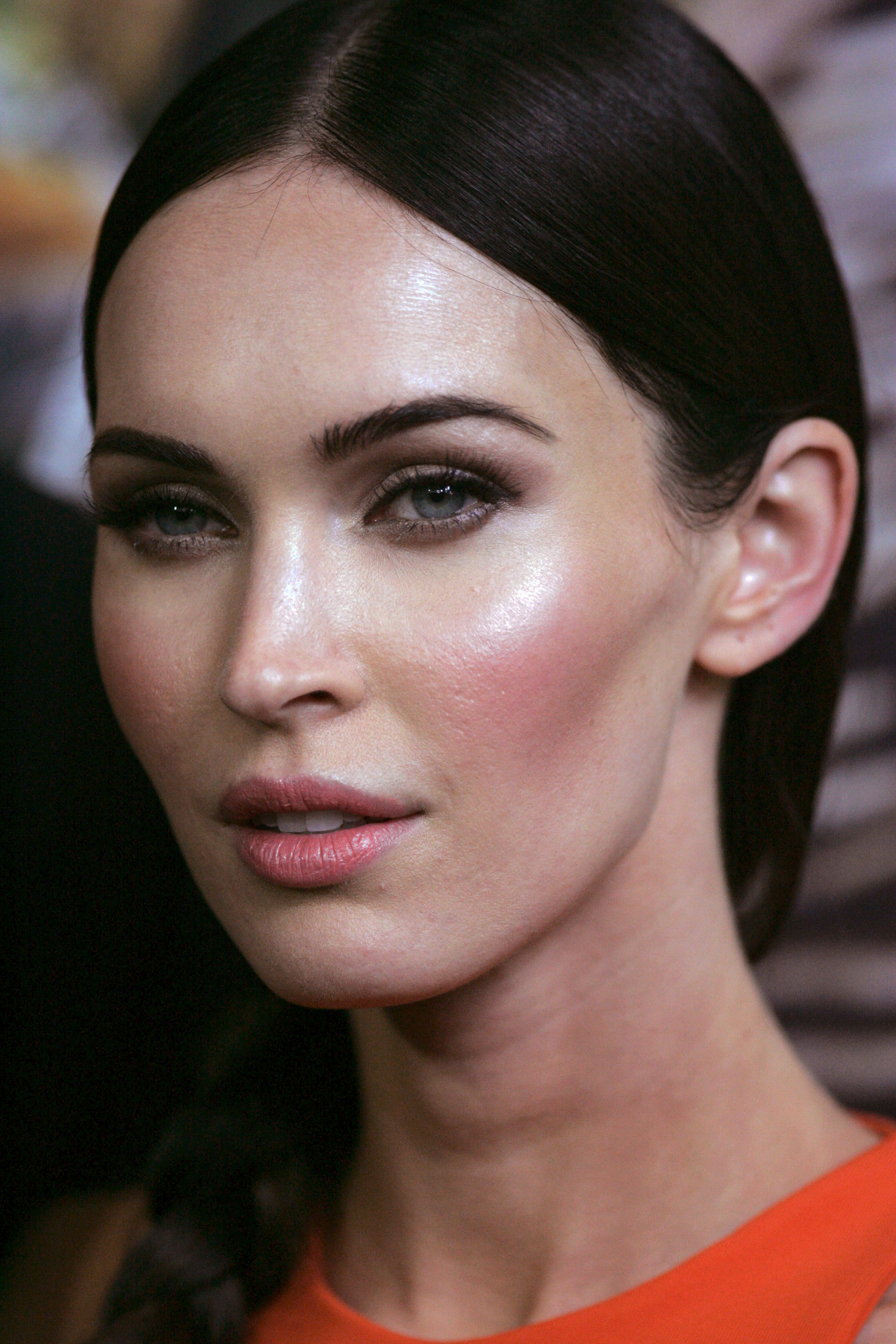
Megan Fox,
Sämsta kvinnliga biroll

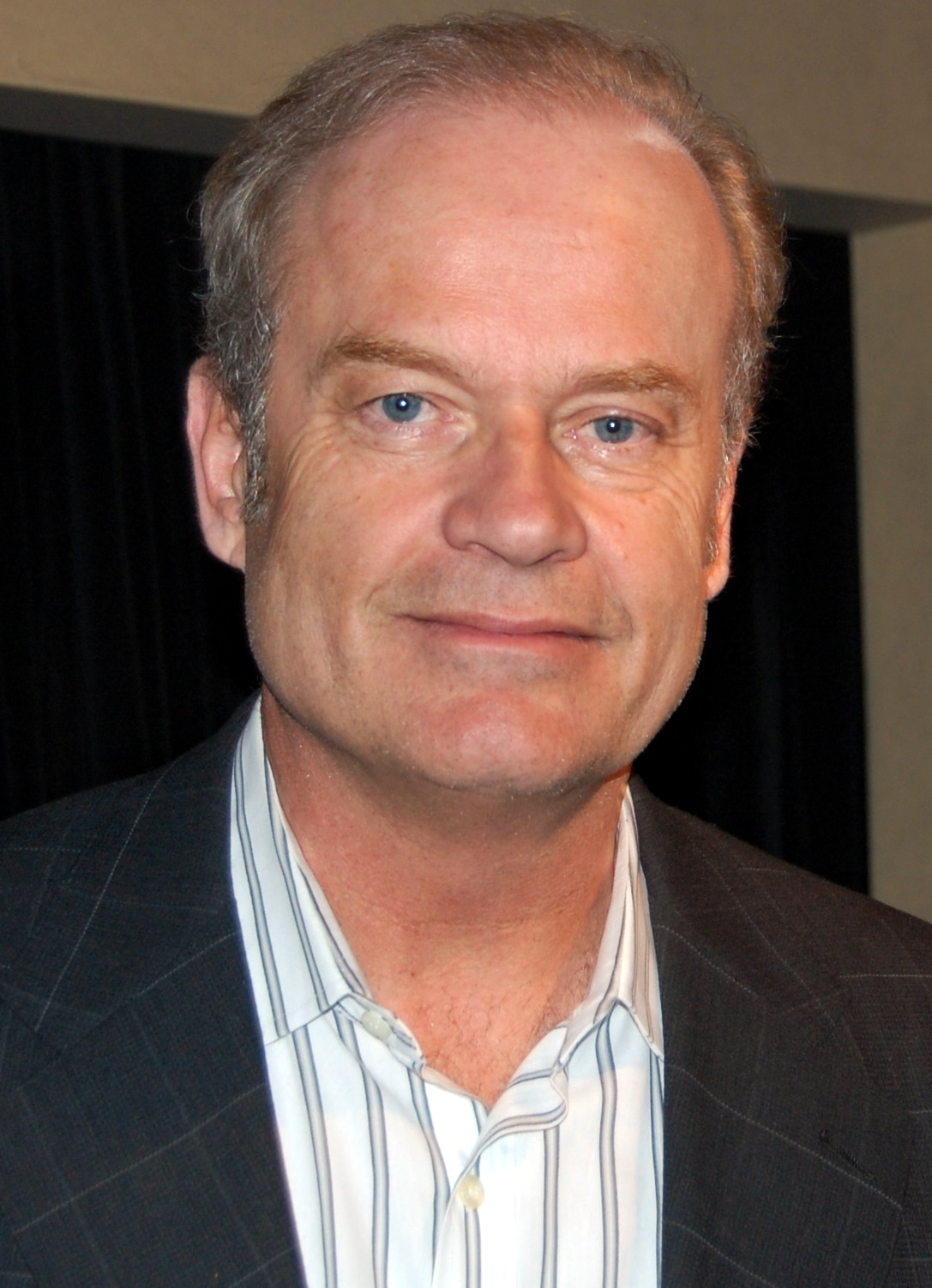
Kelsey Grammer,
Sämsta manliga biroll

| - Saving Christmas – Samuel Goldwyn - Left Behind – Freestyle Releasing - The Legend of Hercules – Summit Entertainment - Teenage Mutant Ninja Turtles – Paramount/Nickelodeon - Transformers: Age of Extinction – Paramount | - Michael Bay – Transformers: Age of Extinction - Darren Doane – Saving Christmas - Renny Harlin – The Legend of Hercules - Jonathan Liebesman – Teenage Mutant Ninja Turtles - Seth MacFarlane – A Million Ways to Die in the West |
| Sämsta kvinnliga skådespelare | Sämsta manliga skådespelare |
| - Cameron Diaz – The Other Woman och Sex Tape - Drew Barrymore – Blended - Melissa McCarthy – Tammy - Charlize Theron – A Million Ways to Die in the West - Gaia Weiss – The Legend of Hercules | - Kirk Cameron – Saving Christmas - Nicolas Cage – Left Behind - Kellan Lutz – The Legend of Hercules - Seth MacFarlane – A Million Ways to Die in the West - Adam Sandler – Blended |
| Sämsta kvinnliga biroll | Sämsta manliga biroll |
| - Megan Fox – Teenage Mutant Ninja Turtles - Cameron Diaz – Annie - Nicola Peltz – Transformers: Age of Extinction - Bridgette Cameron Ridenour – Saving Christmas - Susan Sarandon – Tammy | - Kelsey Grammer – The Expendables 3, Legends of Oz: Dorothy's Return (röst), Think Like a Man Too och Transformers: Age of Extinction - Mel Gibson – The Expendables 3 - Shaquille O'Neal – Blended - Arnold Schwarzenegger – The Expendables 3 - Kiefer Sutherland – Pompeii |
| Sämsta manus | Sämsta filmkombination |
| - Saving Christmas – Darren Doane och Cheston Hervey - Left Behind – Paul LaLonde, John Patus (Manus), baserad på romanen av Tim LaHaye och Jerry B. Jenkins - Sex Tape – Kate Angelo, Jason Segel och Nicholas Stoller - Teenage Mutant Ninja Turtles – Josh Appelbaum, André Nemec och Evan Daugherty (Manus), baserat på karaktärerna skapade av Peter Laird och Kevin Eastman - Transformers: Age of Extinction – Ehren Kruger (Manus), baserat på Hasbros leksaksfigurer | - Kirk Cameron och hans ego i Saving Christmas - Vilka två robotar eller skådespelare som helst i Transformers: Age of Extinction - Cameron Diaz och Jason Segel i Sex Tape - Kellan Lutz och antingen hans mag-, bröst- eller rumpmuskler i The Legend of Hercules - Seth MacFarlane och Charlize Theron i A Million Ways to Die in the West |
| Sämsta prequel, nyinspelning, rip-off eller uppföljare | The Razzie Redeemer Award |
| - Annie – Columbia - Atlas Shrugged: Part III – Atlas Distribution Company - The Legend of Hercules – Summit Entertainment - Teenage Mutant Ninja Turtles – Paramount/Nickelodeon - Transformers: Age of Extinction – Paramount | - Ben Affleck – (Från Razzievinnare för Gigli till Oscarsfavorit med Argo och Gone Girl) - Jennifer Aniston – (Från 4 Razzienomineringar till SAG Award-nominering för Cake) - Mike Myers – (Från Razzievinnare för The Love Guru till dokumentärregissör av Supermensch: The Legend of Shep Gordon) - Keanu Reeves – (Från 6 Razzienomineringar till den kritiskt godtyckliga John Wick) - Kristen Stewart – (Från Razzievinnare för Twilight-serien till Camp X-Ray) |

### Filmer med flera nomineringar
| Nomineringar | Film                              |
| ------------ | --------------------------------- |
| 7            | Transformers: Age of Extinction   |
| 6            | The Legend of Hercules            |
| 6            | Saving Christmas                  |
| 5            | Teenage Mutant Ninja Turtles      |
| 4            | A Million Ways to Die in the West |
| 3            | Blended                           |
| 3            | The Expendables 3                 |
| 3            | Left Behind                       |
| 3            | Sex Tape                          |
| 2            | Annie                             |
| 2            | Tammy                             |

### Filmer med flera vinster
| Vinster | Film                            |
| ------- | ------------------------------- |
| 4       | Saving Christmas                |
| 2       | Transformers: Age of Extinction |